# Abbey Lee Kershaw
Abbey Lee Kershaw (Melbourne, 12 de junio de 1987), conocida profesionalmente como Abbey Lee, es una supermodelo y actriz australiana. Después de varios años de éxito que la condujeron a las semanas de la moda de 2011, la revista V Magazine describió a Kershaw como una topmodel[cita requerida].

## Biografía
Kershaw asistió a la Escuela Primaria de San Miguel, en el norte de Melbourne, y luego a The Academy of Mary Immaculate, en Fitzroy, para su educación secundaria. 
Su carrera en la industria de la moda comenzó cuando ganó el concurso australiano de búsqueda de modelos Girlfriend CoverGirl Model, tras lo cual se mudó a Sídney. Allí, trabajó en una panadería en Newmarket Safeway.
Ha aparecido en campañas publicitarias de marcas como Gucci, D&G, Express, Chanel, Chloé, Ralph Lauren, Karl Lagerfeld, Gap, Moussy, Guilty Brotherhood, Fendi, Mulberry, Jaeger, H&M y Calvin Klein.
Kershaw ha aparecido también en editoriales de V Magazine, la revista W, Dazed & Confused, Allure, Harper's Bazaar y en la edición china, coreana, australiana, rusa, italiana y japonesa de Vogue. Ha aparecido en la portada de Vogue Australia tres veces, así como dos veces en la de Vogue Nippon (Japón). Abbey Lee ha estado en la portada de la revista Número en cuatro ocasiones, así como dos veces en la de Dazed & Confused.
Ha sido fotografiada por Inez van Lamsweerde, Vinoodh Matadin, Nick Knight, Mario Testino, Steven Meisel y Craig McDean, entre otros reconocidos fotógrafos de moda.
Ha sido la cara de la fragancia de Gucci Flora durante dos años consecutivos, en 2008 y 2009.
Durante la Semana de la Moda de París, Abbey Lee se desmayó en la pasarela de Alexander McQueen del desfile de Primavera/Verano 2009. Esto sucedió justo cuando estaba a punto de salir de la pista.
En noviembre de 2009, Fashion TV la ubicó en el primer lugar en su First Face Countdown para la temporada Primavera/Verano de 2010.
En marzo de 2010, se anunció que sería el rostro de Chanel para la temporada Otoño/Invierno de 2010-2011 en una campaña publicitaria de tipo ready-to-wear. Esta noticia llegó después de que ella cerrara el desfile de primavera de 2010 de alta costura de Chanel. Además, abrió el desfile de Otoño/Invierno de 2010/2011 también de Chanel.
Desde 2012 fue dejando de modelar y comenzó a enfocarse en su carrera como actriz. Es así que en 2015 apareció en la película Mad Max: Fury Road, junto a Tom Hardy y Charlize Theron. En 2016, tuvo papeles importantes en Dioses de Egipto, junto a Gerard Butler, y en la cinta de suspenso de Nicolas Winding Refn The Neon Demon, actuando junto a Elle Fanning. En 2017, interpretó a Tirana en la película The Dark Tower. Al año siguiente, interpretó el papel principal en Elizabeth Harvest, dirigida por Sebastián Gutiérrez.

## Filmografía

### Cine
| Año  | Título                                 | Papel     | Notas |
| ---- | -------------------------------------- | --------- | ----- |
| 2015 | Ruben Guthrie                          | Zoya      |       |
| 2015 | Mad Max: Fury Road                     | The Dag   |       |
| 2016 | Dioses de Egipto                       | Anat      |       |
| 2016 | The Neon Demon                         | Sarah     |       |
| 2016 | Office Christmas Party                 | Savannah  |       |
| 2017 | The Dark Tower                         | Tirana    |       |
| 2018 | Elizabeth Harvest                      | Elizabeth |       |
| 2018 | Welcome the Stranger                   | Alice     |       |
| 2019 | Lux Æterna                             | Abbey     |       |
| 2021 | Old                                    | Chrystal  |       |
| 2021 | The Forgiven                           | Cody      |       |
| 2024 | Horizon: An American Saga - Capítulo 1 | Marigold  |       |

### Televisión
| Año           | Título            | Papel                 | Notas |
| ------------- | ----------------- | --------------------- | ----- |
| 2020-presente | Lovecraft Country | Christina Braithwhite |       |
| 2023          | Florida Man       | Delly West            |       |